# Bemlos pseudopunctatus
Bemlos pseudopunctatus är en kräftdjursart. Bemlos pseudopunctatus ingår i släktet Bemlos och familjen Aoridae. Inga underarter finns listade i Catalogue of Life.